# 三条公定
三条 公定（さんじょう きみさだ）は、平安時代末期から鎌倉時代初期にかけての公卿。内大臣・藤原実宗の長男。官位は従二位・権中納言。本名を実経という。

## 経歴
以下、『公卿補任』による。
仁安2年（1167年）5歳にして叙爵。寿永元年12月（1183年1月）に従五位上、寿永2年（1183年）侍従、文治3年（1187年）阿波介、文治4年（1188年）正五位下に昇叙。建久5年（1194年）には左近衛少将・蔵人を兼任する。
建久6年（1195年）2月、遠江介を兼任。12月（1196年1月）には左少弁に任ぜられる。建久8年（1197年）正月、従四位下に叙される。建久9年12月（1199年1月）には左中弁に転じ、正治元年（1199年）に従四位上・修理左宮城使、正治3年（1201年）正四位下、改建仁元年（1201年）8月に右大弁・蔵人頭、翌建仁2年（1202年）阿波権守を兼ねる。
建仁2年（1202年）7月23日、参議に任ぜられ、翌年には従三位に昇る。建永元年（1206年）、備前権守・左大弁・勘解由次官を兼ね、位階は正三位に昇るも子の実基が妖言に関係したとして佐渡国に配流となった。
建暦元年（1211年）に帰京し、民部卿を務める。翌年参議に復する。建保4年（1216年）従二位・権中納言に至る。同年、権中納言を辞退した（民部卿如元）。建保6年（1218年）出家。

## 系譜
- 父：藤原実宗
- 母：藤原教良の娘
- 妻：藤原成親の娘
  - 男子：藤原実持（1189年 - 1256年）
- 生母不明の子女
  - 男子：藤原実基
  - 男子：藤原実俊
  - 男子：実暁
  - 男子：実算